# Player’s Canadian Open 1982
Die Player’s Canadian Open 1982 waren ein Tennisturnier der WTA Tour 1982 für Damen in Montreal sowie ein Tennisturnier des Grand Prix 1982 für Herren in Toronto. Das Herrenturnier fand vom 9. bis 16. August 1982 statt und das der Damen von 16. bis 22. August 1982.

## Herren
→ Hauptartikel: Player’s Canadian Open 1982/Herren

## Damen
→ Hauptartikel: Player’s Canadian Open 1982/Damen